# Mor ve Ötesi
A Mor ve Ötesi egy 1995-ben alakult török rockegyüttes, ők képviselték Törökországot a 2008-as Eurovíziós Dalfesztiválon Deli (Őrült) című dalukkal. Az együttes neve szójáték, a morötesi (ultraibolya) török szó változata, szó szerinti jelentése „lila és még azon is túl”.

## A kezdetek
A Mor ve Ötesi 1995-ben alakult négy középiskolai jóbarátból Isztambulban, név szerint Harun Tekin (ének, gitár), Kerem Kabadayı (dob), Alper Tekin (basszusgitár) és Derin Esmer (gitár) jóvoltából. Az első albumuk már 1996 júniusában megjelent "Şehir" címmel az Ada Müzik kiadó jóvoltából, amiről már az első kislemez, "Yalnız Şarkı" nagy sikert aratott.

## Országos sikerek és tagcserék
1997-ben volt az első koncertjük a szülővárosukon kívül, a Közép-Keleti Műszaki Egyetemen (ODTÜ) Ankarában. Ebben az évben volt az első tagcsere is az együttesben, Alper Tekin helyett Burak Güven lett a basszusgitáros. 1998-ban elkezdték felvenni a következő album, "Bırak Zaman Aksın" anyagát, aminek a hangmérnöke szintén iskolai társuk, Volkan Gürkan volt. A felvételek befejeztével Derin Esmer is elhagyta a csapatot, akit Kerem Özyeğen váltott gitáron, azóta ebben a felállásban létezik a zenekar. A második lemez végül 1999 márciusában jelent meg szintén az Ada gondozásában.
2000 elején részt vettek egy országos antinukleáris kampányban, amit koncertekkel és különböző megjelenésekkel támogattak. Júliusban felvették a "Sen Varsın" című dalt, ami szerepelt egy Bülent Ortaçgil emlékalbumon. Az év végét az addigi legfontosabb fellépésükkel zárták, a Placebo első isztambuli koncertjének előzenekaraként léphettek fel.

## Az első nagy turné
A harmadik album "Gül Kendine" néven látott napvilágot 2001 decemberében, aminek a producere ismét Volkan Gürkan volt. Az album promóciós turnéja volt az első igazi országos turnéjuk, és a zárókoncerten Isztambulban 5 000 ember előtt játszhattak. A kritikusok elismerése mellett bekerültek a legnépszerűbb zenekarok közé.

## Újabb hazai sikerek
2003-ban csatlakoztak az iraki háború elleni kampányhoz, és újabb dalt írtak "Savaşa Hiç Gerek Yok" címmel. A dalt március elsején adták elő több más zenésszel 100 000 ember előtt. A háborúellenes törekvéseiknek köszönhetően a nemzeti rock paletta előterébe kerültek.
Májusban "Yaz" címmel kiadtak egy EP-t, aminek a nyitó száma egy feldolgozott 1990-es évekbeli klasszikus ("Yaz Yaz Yaz"), amely
Törökországban a nyár slágere volt. A dal sikere után újabb országos turnéba fogtak, amely példátlan érdeklődéssel büszkélkedhetett. Ősszel nekiálltak az új album dalainak írásába, miközben a Mustafa Hakkında Herşey című filmhez is ők írták a zenét. A filmzene egyik dala ("Bir Derdim Var") egyben az új album harmadik kislemeze is volt, aminek köszönhetően elnyerték a rangos "Altın Portakal" (Arany Narancs) díjat a legjobb filmzenéért a Nemzetközi Antalya Film Fesztiválon.
Az új album új producerrel készült (Tarkan Gözübüyük), ennek felvételeit 2004 januárjában kezdték meg. 2004. május 1-jén jelent meg a lemez "Dünya Yalan Söylüyor" címmel, ami már a megjelenése után nem sokkal hihetetlen eladási mutatóval rendelkezett és kétszeres aranyalbum lett. A rádiók és tévék rendkívül sokszor játszották "Cambaz" című dalukat, ami az első kislemez volt erről a korongról. A második kislemez egy Fikret Kızılok nóta feldolgozása volt "Sevda Çiçeği" címmel, tovább növelve az album népszerűségét. A harmadik kislemez nemcsak az akkori legnépszerűbb dal volt, de elnyerte 'Az év dala' címet úgy a zenekritikusok, mind a rajongók részéről. A több, mint 250 000 eladott példányszám mellett egy újabb turné következett és a negyedik kislemez ("Aşk Içinde") videójának felvétele. Az ötödik és utolsó kislemez az "Uyan" lett, aminek a videója az MTV World Chart Express listáján a harmadik helyig jutott. A videó egy 1968-as Andrei Khrjanovsky által készített animáció feldolgozása volt.
2006-ban jelent meg új albumuk "Büyük Düşler" címmel, szintén nagy sikert aratva. A promóciós turnén 2006 májusában nagyjából 250 000-en látták őket 11 városban. A lemez a Rolling Stone magazintól 'Az év albuma', a Blue Jean magazintól pedig 'Az év legjobb rock albuma' címet kapta.

## Nemzetközi siker

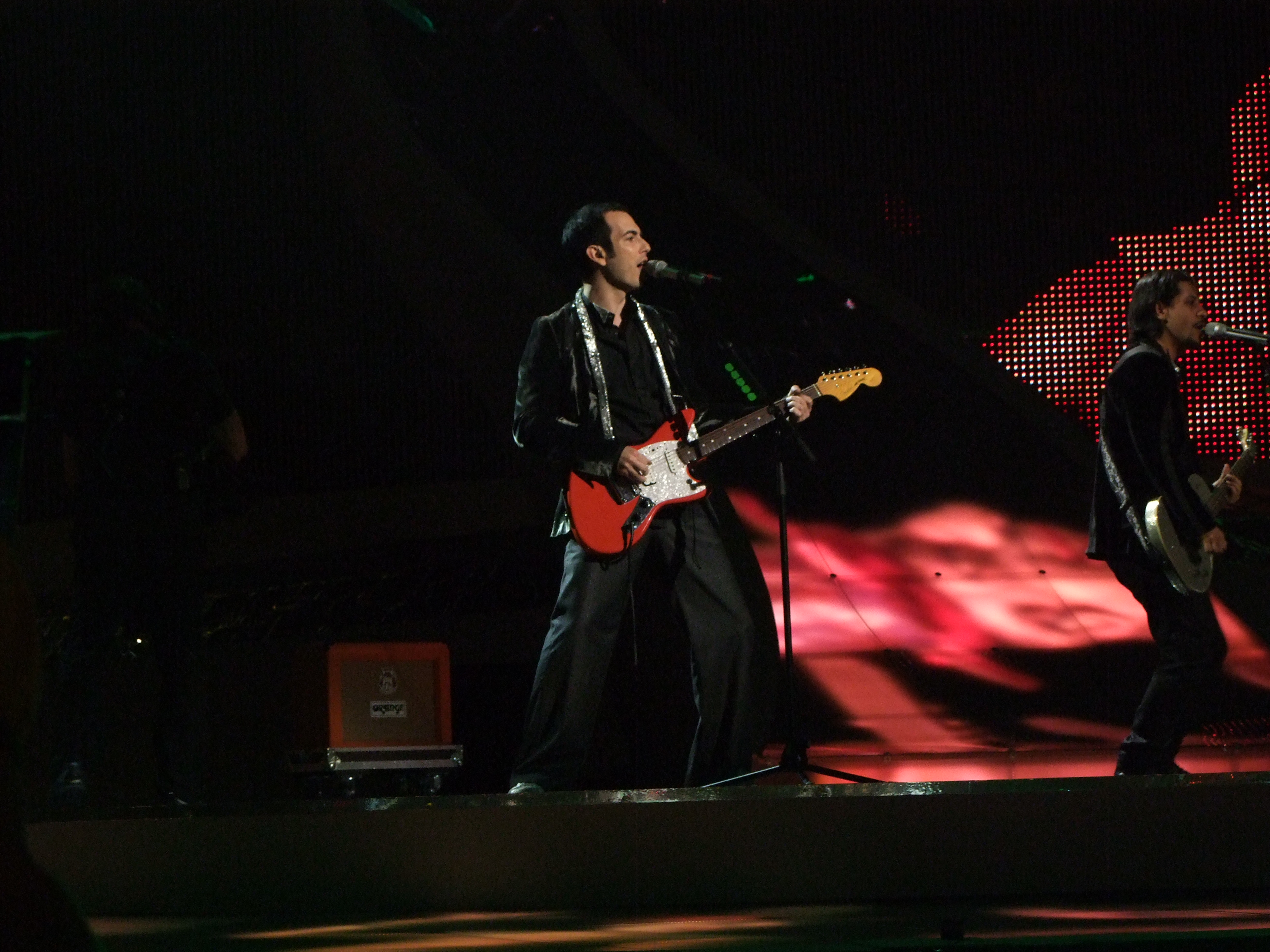
A zenekar az Eurovíziós Dalverseny 2. elődöntőjében 2008-ban

A következő évben ők nyitották a nemzetközi Radarlive 2007 fesztivált, amely 29 külföldi produkciónak adott helyet. A török MTV-ben tartottak egy akusztikus koncertet is. Négy dal erről a koncertről helyet kapott egyéb - a Rakun kiadónál lévő - előadók dalai mellett egy különleges promó CD-n, amit a Rolling Stone 2008 februári száma tartalmazott.
2004 és 2007 között 15 telt házas koncertet adtak Németország különböző városaiban is, mint Berlin, Köln, Stuttgart, Frankfurt, valamint egyet Hollandiában is, Amszterdamban. A 2007. évet a Powerturk - az első számú zenei csatorna a törököknél - 'Az év legjobb zenekara' címének elnyerésével fejezték be, valamint elnyerték azt a jogot is, hogy 2008 májusában ők képviseljék Törökországot az Eurovíziós Dalversenyen Belgrádban. A Dalversenyen az elődöntőben és a döntőben egyaránt a 7. helyen zártak "Deli" című dalukkal. Ez növelte az érdeklődést irántuk Európában, főleg a balti és a balkán nemzeteknél. A "Deli" mellett
készítettek még két új dalt "Iddia" és "Sonbahar" címmel, amik a "Başıbozuk" című új albumon jelentek meg, ami tartalmaz még három élő felvételt, illetve néhány régebbi daluk remixét. A megjelenés mellett újabb turné következett 11 európai és 7 török koncerttel. Mindezeknek köszönhetően a KRAL Zenei Díjátadón elnyerték 'Az év zenekara' címet.

## Élet az Eurovízió után
2009-ben újra stúdióba vonultak, hogy elkészítsék eddigi legújabb albumukat, ami 2010 májusában látott napvilágot "Masumiyetin Ziyan Olmaz" címen.

## Diszkográfia
- Şehir, 1996
- Bırak Zaman Aksın, 1999
- Gül Kendine, 2001
- Yaz (EP), 2002
- Dünya Yalan Söylüyor, 2004
- Büyük Düşler, 2006
- Başıbozuk, 2008
- Masumiyetin Ziyan Olmaz, 2010
- Güneşi Beklerken (2012)
- Anlatamıyorum (kislemez) (2016)

## Külső hivatkozások
- Hivatalos honlap (tr)
- Mor ve Ötesi Facebook oldala (en, tr)
- Mor ve Ötesi MySpace oldala (en)
- Rajongói fórum (en)
- Rajongói oldal (tr)